# Afonso Cláudio (microregio)
Afonso Cláudio is een van de 13 microregio's van de Braziliaanse deelstaat Espírito Santo. Zij ligt in de mesoregio Central Espírito-Santense en grenst aan de deelstaat Minas Gerais in het noordwesten, de mesoregio Noroeste Espírito-Santense in het noorden, de microregio's Santa Teresa in het noordoosten en oosten en Vitória en Guarapari in het zuidoosten en de mesoregio Sul Espírito-Santense in het zuiden en zuidwesten. De microregio heeft een oppervlakte van ca. 3818 km². Midden 2004 werd het inwoneraantal geschat op 132.817.
Zeven gemeenten behoren tot deze microregio:
- Afonso Cláudio
- Brejetuba
- Conceição do Castelo
- Domingos Martins
- Laranja da Terra
- Marechal Floriano
- Venda Nova do Imigrante

Mesoregio's: Central Espírito-Santense · Litoral Norte Espírito-Santense · Noroeste Espírito-Santense · Sul Espírito-Santense

Microregio's: Afonso Cláudio · Alegre · Barra de São Francisco · Cachoeiro de Itapemirim · Colatina · Guarapari · Itapemirim · Linhares · Montanha · Nova Venécia · Santa Teresa · São Mateus · Vitória